# گونشلی (اسکیل)
گونشلی (به ترکی استانبولی: Güneşli) یک منطقهٔ مسکونی در ترکیه است که در اسکیل واقع شده‌است.